# Aràbia Feliç

Mapa del que mostra les tres divisions d'Aràbia fetes pels romans.

Aràbia Feliç (en llatí Arabia Felix) és el nom donat en llatí durant l'antiguitat a una de les tres parts en què es dividia la península Aràbiga juntament amb l'Aràbia Pètria i l'Aràbia Deserta, i que alguns geògrafs restringeixen al seu cantó sud-occidental, ocupant aproximadament el territori de l'actual Iemen.
Aquesta àrea rep una precipitació moderada, és de relleu una mica muntanyós en algunes zones, i és molt més humida i verda que la resta de la península. Entre els seus productes altament valorats a l'antiguitat i a l'edat mitjana hi ha el cafè, exportat des del port de Mokha, i l'encens. Això li valgué el títol d'Aràbia Felix, del grec Eudemona Arabia, terme que es traduí al llatí literalment, amb el significat inicial de 'fèrtil' o 'pròspera'; només més tard la paraula prengué el significat de 'feliç'.
L'any 26 aC August ordenà una expedició militar per conquerir aquest territori, sota el comandament d'Eli Gal, però la campanya fou ràpidament aturada el 25 aC a causa de les grans pèrdues de tropes per culpa de la fam i les malalties.